# Polyommatus deebi
Polyommatus deebi is een vlinder uit de familie van de Lycaenidae. De wetenschappelijke naam van de soort is voor het eerst gepubliceerd in 1974 door Torben Bjørn Larsen.
De soort komt voor in Libanon.